# Кузем
Кузе́м (рос. Кузем) — присілок в Балезінському районі Удмуртії, Росія.

## Населення
Населення — 15 осіб (2010; 25 в 2002).
Національний склад станом на 2002 рік:
- удмурти — 68 %